# Santa Ana Huista
Santa Ana Huista est une ville du Guatemala dans le département de Huehuetenango.